# 王稷 (唐朝)
王稷（8世纪?—822年），王鍔之子，唐朝官员。
王鍔在藩鎮時，王稷常留在京師。历任至鸿胪少卿。父亲王锷在815年死後，奴僕向朝廷舉發，說王稷偷換王鍔遺表，由於裴度的保護，奴僕被處死。長慶二年（822年），王稷任德州（治所在今山东省陵縣）刺史，帶了許多財物赴任，橫海軍節度使李全略貪圖他的財貨，殺王稷，屠其家。王稷未嫁的女兒被李全略充作女妓。有子王叔泰。